# Erving Goffman
Erving Goffman (Mannville, Alberta, Canadá, 11 de junio de 1922-Filadelfia, Pensilvania, Estados Unidos, 19 de noviembre de 1982) fue un sociólogo y escritor considerado como el padre de la microsociología. Estudió las unidades mínimas de interacción entre las personas centrándose siempre en grupos reducidos. Esto lo diferencia de la mayoría de estudios sociológicos que se habían realizado hasta el momento, siempre a gran escala.
Goffman es uno de los sociólogos más importantes del siglo XX con Pierre Bourdieu, Max Weber, Durkheim o George H. Mead. Apoyándose en el trabajo de estos últimos, trató de profundizar en una sociología más interesada en los procesos micro-sociales de interacción. Su interés central como teórico del interaccionismo simbólico fue estudiar la influencia de los significados y los símbolos sobre la acción y la interacción humana.
Obtuvo su Maestría en Arte, en la Universidad de Toronto, en 1945. Su carrera y su doctorado los cursó en la Universidad de Chicago, en 1949 y 1953.
En la Universidad de Chicago tuvo como compañeros a Everett Hughes, Edward Shils y W. Lloyd Warner. Se convertiría en el pionero del estudio de las interacciones cara a cara, o microsociología. Su influencia continúa creciendo tras su muerte.
En 1959 publicó su estudio más representativo La presentación de la persona en la vida cotidiana, traducida al español en 1981. En 1982 - meses antes de su muerte - fue nombrado presidente de la American Sociological Association.

## Análisis de su obra
En su obra La Presentación de la persona en la vida cotidiana, Goffman utiliza la metáfora teatral para denominar el comportamiento de las personas en una realidad determinada. Considera a las personas con un enfoque de actores dramaturgos, para definir así las actuaciones de los individuos en sus interacciones, como si de una obra de teatro se tratase. Crea así una distinción básica en la interacción de los individuos, entre la escena y las bambalinas (backstage): en el escenario existen todas las interacciones que la gente hace delante de los demás, mientras que la parte trasera domina toda las que se mantienen ocultas o se guardan.
Para Goffman el teatro es un modelo que nos permite entender la vida social. Toda su obra se basa en metáforas referentes al teatro.
Las personas son como actores que se esfuerzan permanentemente a lo largo de toda su vida social para transmitir una imagen convincente de sí mismos frente a los diversos auditorios a los que se enfrentan (la familia, los amigos, la escuela, la oficina, etc.). No importa lo que uno sea realmente, sino lo que se logra parecer.
Saber moverse hábilmente entre los decorados y las utilerías, tener un buen vestuario, poder diferenciarse son indispensables para obtener éxitos sociales. El que no sabe actuar constituye una amenaza para el elenco y es prontamente apartado.

Podemos actuar, lo que no podemos ser es simplemente seres humanos. Estamos constreñidos a actuar la Tragedia o Comedia de nuestra vida a tiempo completo:
En su condición de actuantes, los individuos se preocupan por mantener la impresión de que cumplen muchas reglas que se les puede aplicar para juzgarlos, pero a un individuo, como actuante, no le preocupa el problema Moral de cumplir esas reglas sino el problema Amoral de fabricar una impresión convincente de que las está cumpliendo. Nuestra actividad se basa en gran medida en la moral pero, en realidad, como actuantes, no tenemos interés moral en ella. Como actuantes somos mercaderes de la Moralidad.
Para Goffman en la vida diaria, desde que nos levantamos, nos ponemos una máscara la cual va cambiando según la situación en la que estamos inmersos en ese momento, acorde a la interacción que estamos teniendo en ese instante. Creamos nuestra máscara mediante las máscaras del otro, el yo es creado por el otro. Esta máscara también cambia dependiendo de si estamos en lo que él llama el backstage que es donde nos preparamos y estudiamos nuestro papel para salir al stage, para entrar en escena. Normalmente los actores que se encuentran en escena son dos, el protagonista quien desarrolla el tema central de la acción y el antagonista, que es quien lleva una idea contraria. Existen también coactores pero estos no participan en la idea central tampoco llegan a ser antagonista simplemente son actores auxiliares.
¿Pero si siempre estamos actuando, qué es ser uno mismo? Lo que Goffman llama el self, en la metáfora teatral de Goffman el ser uno mismo es formado por el conjunto de interacciones que tenemos, somos el conjunto de las máscaras que poseemos. Aunque también una vez que nos encontramos solos en la noche existe un yo diferente.
En Estigma, Goffman trabaja a partir de las interacciones en un grupo en el que se encuentra un sujeto "estigmatizado" (social o históricamente). El peligro de ruptura de la interacción es mitigado, o incluso eliminado, mediante una serie de recursos e informaciones.
Goffman en su obra Internados elabora el concepto de Instituciones Totales, a partir del estudio de diversas instituciones que comparten una serie de características totalitarias, en las cuales los seres humanos comparten un espacio delimitado, bajo tiempos e interacciones controladas. Instituciones como cárceles, asilos, cuarteles, hospitales psiquiátricos son ejemplos de instituciones totales. De este tipo de instituciones logra articular dos grupos sociales en interacción dentro de la institución total: custodios e internos. 
De los internos, Goffman establece dos formas primordiales o ajustes a través de los cuales los internos se adaptan o adaptan su entorno: primarios cuando el interno se adapta a los reglamentos y estructuras institucionales; secundarios cuando los individuos logran adaptar algunas características institucionales para su beneficio.
Goffman permite entrever el uso disciplinario de estas instituciones y de como estas mortifican el Yo de los individuos para lograr ajustarlo al entorno institucional, mediante el uso de las tensiones dentro-fuera.

## Influencia y legado
Goffman recibió influencias de Herbert Blumer, Émile Durkheim, Sigmund Freud, Everett Hughes, Alfred Radcliffe-Brown, Talcott Parsons, Alfred Schütz, Georg Simmel y W. Lloyd Warner. Hughes fue el «más influyente de sus maestros» según Tom Burns. </ref> Gary Alan Fine y Philip Manning han dicho que Goffman nunca entabló un diálogo serio con otros teóricos, pero su obra ha influido y ha sido discutida por numerosos sociólogos contemporáneos, entre ellos Anthony Giddens, Jürgen Habermas y Pierre Bourdieu.
Aunque Goffman se asocia a menudo con la interacción simbólica escuela de pensamiento sociológico, él no se veía a sí mismo como un representante de la misma, por lo que Fine y Manning concluyen que «no encaja fácilmente dentro de una escuela específica de pensamiento sociológico».  Sus ideas también son «difíciles de reducir a una serie de temas clave»; su trabajo puede describirse en términos generales como el desarrollo de «una sociología comparativa y cualitativa que pretendía producir generalizaciones sobre el comportamiento humano».
Goffman realizó avances sustanciales en el estudio de la interacción cara a cara, elaboró la «enfoque dramatúrgico» de la interacción humana, y desarrolló numerosos conceptos que han tenido una influencia masiva, particularmente en el campo de la microsociología de la vida cotidiana.  Gran parte de su trabajo versó sobre la organización del comportamiento cotidiano, concepto que denominó «orden de interacción».  Contribuyó al concepto sociológico de framing (análisis del marco), a la teoría de juegos (el concepto de interacción estratégica), y al estudio de las interacciones y la lingüística. Con respecto a esta última, argumentó que la actividad de hablar debe verse como un social más que como una construcción lingüística.  Desde el punto de vista metodológico, Goffman empleó a menudo enfoques cualitativos, concretamente la etnografía, sobre todo en su estudio de los aspectos sociales de las enfermedades mentales, en particular el funcionamiento de las instituciones totales.  En general, sus contribuciones se valoran como un intento de crear una teoría que salva la división entre agencia y estructura, popularizando el construccionismo social, la interacción simbólica, el análisis de la conversación, los estudios etnográficos y el estudio y la importancia de las interacciones individuales.  Su influencia se extendió mucho más allá de la sociología: por ejemplo, su trabajo proporcionó los supuestos de gran parte de la investigación actual sobre el lenguaje y la interacción social dentro de la disciplina de la comunicación.
Goffman definió la «gestión de la impresión» como los intentos de una persona de presentar una imagen aceptable a quienes le rodean, verbal o no verbalmente. Esta definición se basa en la idea de Goffman de que las personas se ven a sí mismas como las ven los demás, por lo que intentan verse como si estuvieran fuera mirando hacia dentro.  Goffman también se dedicó a descubrir las formas sutiles en que los seres humanos presentan imágenes aceptables ocultando información que puede entrar en conflicto con las imágenes para una situación particular, como ocultar tatuajes al solicitar un trabajo en el que los tatuajes serían inapropiados, u ocultar una obsesión extraña como coleccionar/interactuar con muñecas, que la sociedad puede ver como anormal.
Goffman rompió con George Herbert Mead y Herbert Blumer en el sentido de que, aunque no rechazaba la forma en que las personas se perciben a sí mismas, estaba más interesado en la proximidad física real o en el «orden de interacción» que moldea el yo. En otras palabras, Goffman creía que la gestión de la impresión sólo puede lograrse si la audiencia está en sintonía con la autopercepción de una persona. Si el público no está de acuerdo con la imagen que alguien presenta, se interrumpe su autopresentación. Las personas presentan imágenes de sí mismas basadas en cómo la sociedad cree que deben actuar en una situación determinada. Esta decisión de cómo actuar se basa en el concepto de definición de la situación. Las definiciones están todas predeterminadas y las personas eligen cómo actuar eligiendo el comportamiento adecuado para la situación en la que se encuentran. Goffman también se basa en William Thomas para este concepto. Thomas creía que las personas nacen en una clase social determinada y que las definiciones de las situaciones que encontrarán ya han sido definidas para ellos. Por ejemplo, cuando un individuo de clase alta va a un evento de etiqueta, la definición de la situación es que deben cuidar sus modales y actuar de acuerdo a su clase.
En 2007, The Times Higher Education Guide situó a Goffman como el sexto autor más citado en humanidades y ciencias sociales, por detrás de Michel Foucault, Pierre Bourdieu y Anthony Giddens, y por delante de Jürgen Habermas.  Su popularidad entre el público en general se ha atribuido a su estilo de escritura, descrito como «sardónico, satírico, jocoso»,  y como «irónico y autoconscientemente literario», y a que es más accesible que el de la mayoría de los académicos. Su estilo también ha influido en el mundo académico, y se le atribuye la popularización de un estilo menos formal en las publicaciones académicas. Curiosamente, si se le atribuye con razón, puede que por este medio haya contribuido a una remodelación de las normas de comportamiento académico, en particular de la acción comunicativa, liberando posiblemente a los intelectuales de restricciones sociales antinaturales para algunos de ellos.
Entre sus alumnos se encontraban Carol Brooks Gardner, Charles Goodwin, Marjorie Harness Goodwin, John Lofland, Gary T. Marx, Harvey Sacks, Emanuel Schegloff, David Sudnow y Eviatar Zerubavel.
A pesar de su influencia, según Fine y Manning hay «muy pocos estudiosos que continúen su trabajo», ni ha habido una «escuela Goffman»; por lo tanto, su impacto en la teoría social ha sido simultáneamente «grande y modesto». Fine y Manning atribuyen la falta de investigaciones y escritos posteriores al estilo de Goffman a la naturaleza de su estilo, que consideran muy difícil de duplicar (incluso «a prueba de imitaciones»), y también a que sus temas no son muy valorados en las ciencias sociales. En cuanto a su estilo, Fine y Manning observan que tiende a ser considerado o bien como un erudito cuyo estilo es difícil de reproducir, y por lo tanto desalentador para aquellos que desearían emularlo, o bien como un erudito cuyo trabajo fue de transición, tendiendo un puente entre el trabajo de la Escuela de Chicago y el de los sociólogos contemporáneos, y por lo tanto de menor interés para los sociólogos que los clásicos de cualquiera de esos grupos. De sus temas, Fine y Manning observan que el tema del comportamiento en lugares públicos suele estigmatizarse como trivial e indigno de atención académica seria.
No obstante, Fine y Manning señalan que Goffman es «el sociólogo estadounidense más influyente del siglo XX». Elliott y Turner lo consideran «una figura venerada, un teórico fuera de la ley que llegó a ejemplificar lo mejor de la imaginación sociológica» y «quizá el primer teórico sociológico posmoderno».

## Vida privada
Erving Goffman fue hijo de Max Goffman y Anne Averbac, una familia de judíos ucranianos que habían emigrado a Canadá a principios de siglo. Era el hermano menor de la actriz Frances Bay. En 1952, Goffman se casó con Angelica Schuyler Choate (apodada Sky); en 1953 nació su hijo Thomas. Angélica experimentó una enfermedad mental y se suicidó en 1964. En 1981 Goffman se casó con la sociolingüista canadiense Gillian Sankoff . Al año siguiente, nació su hija Alice .
Erving Goffman murió el 19 de noviembre de 1982 de cáncer estomacal.

## Formación académica
- Instituto Técnico St. John's, alrededor de 1937
- Universidad de Manitoba, 1939-1943, Licenciatura en Química (inacabado)
- Universidad de Toronto, 1945, Licenciatura en Sociología y Antropología
- Universidad de Chicago, 1949, Máster en Sociología
- Universidad de Chicago, 1953, Doctorado en Sociología

## Premios
- Doctor en Leyes (LL.D.), Universidad de Manitoba, 1976
- Becas Guggenheim, 1977-1978
- In Medias Res, Premio Internacional de la Comunicación, 1978
- Doctor en Literatura y Letras Hebreas (D.H.L.), Universidad de Chicago, 1979
- Premio Mead-Cooley en psicología social
- Su libro Formas de Hablar fue nominado para el Premio Nacional de Críticos Literarios, en 1981.

## Trabajos
- 1959: The Presentation of Self in Everyday Life, University of Edinburgh Social Sciences Research Centre. (Edición en español: La presentación de la persona en la vida cotidiana", Amorrortu, Buenos Aires, 1993).
- 1961: Asylums: Essays on the Social Situation of Mental Patients and Other Inmates, New York, Doubleday.

Internados. Ensayos sobre la situación social de los enfermos mentales, Amorrortu, Buenos Aires, 1994
Manicomios. Ensayos sobre la situación social de los enfermos mentales, Madrid, Editorial Irrecuperables.
- 1961: Encounters: Two Studies in the Sociology of Interaction - Fun in Games & Role Distance, Indianapolis, Bobbs-Merrill.
- 1963: Behavior in public places: Notes on the social Organization of Gatherings, New York, Macmillan Publishing Co., Inc.
- 1963: Stigma: Notes on the Management of Spoiled Identity, Prentice-Hall. (Edición en español: Estigma. La identidad deteriorada, Amorrortu, Buenos Aires, 2003).
- 1967: Interaction Ritual: Essays on Face-to-Face Behavior, Anchor Books.
- 1969: Strategic interactions
- 1974: Frame analysis: An essay on the organization of experience, London: Harper and Row. (Edición en español: Frame analysis: los marcos de la experiencia, Centro de Investigaciones Sociológicas, Madrid, 2006).
- 1981: Forms of Talk, Philadelphia, University of Pennsylvania Press.